# Sông Sê Kông
Sông Sê Kông, còn được gọi Xe Kong (tiếng Lào: ເຊກອງ) hay Tonlé Kong (tiếng Khmer: ទន្លេកុង), là một dòng sông xuyên quốc gia và là một phụ lưu quan trọng của sông Mê Kông.

## Dòng chảy

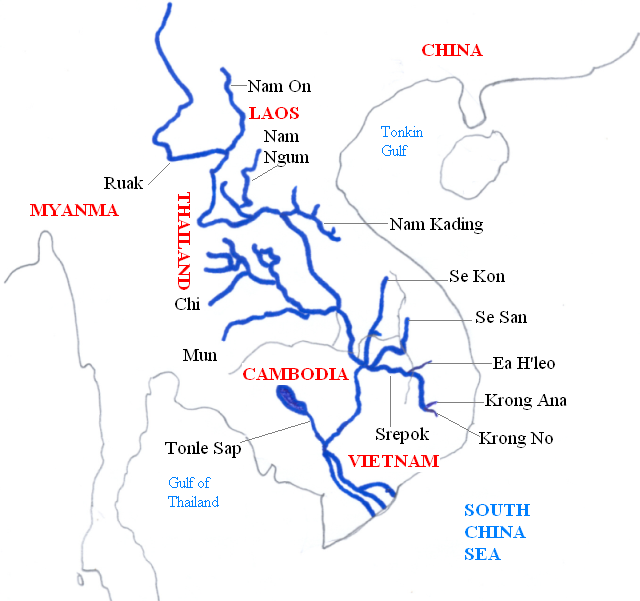
Sông Sekong trong hệ thống sông Mekong

Thượng nguồn sông Sê Kông có hai phụ lưu là Sê Rôn và Sê Sáp, cùng bắt nguồn từ dãy núi Trường Sơn khu vực biên giới Lào–Việt Nam. Trong đó, sông Sê Rôn bắt nguồn từ vùng núi phía đông huyện Kaleum, gần biên giới với tỉnh Quảng Nam của Việt Nam rồi chảy về phía tây. Còn sông Sê Sáp bắt nguồn từ vùng núi phía nam huyện A Lưới, thành phố Huế (Việt Nam) với tên gọi là sông A Sáp, chảy theo hướng đông nam - tây bắc đến gần trung tâm huyện A Lưới, sau đó đổi sang hướng đông - tây chảy vào địa phận Lào rồi lại đổi hướng bắc - nam và hợp lưu với dòng Sê Rôn. Từ tháng 6/2007, chính phủ Việt Nam đã xây dựng công trình thủy điện A Lưới trên sông A Sáp..
Ở trên lãnh thổ Lào, Sê Kông chảy qua các tỉnh Sekong, Saravane và Attapeu. Các thị trấn của Lào nằm bên Sê Kông là Banbak, Lam Mam và Attapeu.
Tại Lào, Sê Kông tiếp nhận nước từ một phụ lưu quan trọng là Se Kaman (hay Xê Kaman). Đầu nguồn của Se Kaman là dòng Đăk P'Lô ở xã Đăk P'Lô huyện Đăk Glei tỉnh Kon Tum bên Việt Nam. Chính phủ Lào đã cho xây dựng một số công trình thủy điện và thủy lợi trên Se Kaman. Trong số đó nhà máy Thủy điện Xekaman 3 đã hoạt động từ năm 2013 .
Ở trên lãnh thổ Campuchia, Sê Kông có tên Tonlé Kong chảy hoàn toàn trong địa phận tỉnh Stung Treng. Tonlé Kong sau đó đổ vào dòng Tonlé San (tức sông Sê San) tại thành phố Stung Treng, chỉ cách cửa sông nơi Tonlé San đổ vào sông Mê Kông khoảng 8 km.
Sông Sê Kông có các phụ lưu bắt nguồn từ dãy núi Trường Sơn ở biên giới Bắc Trung Bộ Việt Nam - Nam Lào, chảy về phía tây và tây nam qua các tỉnh Sekong, Attapeu ở Nam Lào, Stung Treng ở Đông Bắc Campuchia rồi đổ vào sông Mê Công gần thị xã Stung Treng.
Se (xế) trong tiếng dân tộc ở Nam Lào có nghĩa là sông, và Kong mới là tên gọi của dòng sông, tuy nhiên tên quốc tế của sông này vẫn quen là Sekong. Tại Việt Nam dùng tên Sê Kông, còn tại Campuchia dùng tên Tonlé Kong.
Toàn bộ lưu vực của Sê Kông rộng 29.750 km², trong đó phần trên lãnh thổ Việt Nam là 750 km² (quanh sông A Sáp và Se Kaman bắt nguồn từ Kontum), phần trên lãnh thổ Lào là 23.000 km², trên lãnh thổ Campuchia là 5.400 km².

## Các phụ lưu
Sekong có các phụ lưu sau (từ Tây sang Đông):
- Sông Se Pian
- Sông Se Nam Noy
- Sông Houei Ta Yun
- Sông Rao Lao
- Sông Dak N Troll
- Sông Dak E Mule
- Sông Sê Kaman
- Sông Se Xou
- Sông Nam Kong

## Công trình thủy điện
Hiện trên hệ thống sông Sekong có các công trình thủy điện sau đã và đang được xây dựng:
- Thủy điện A Lưới công suất lắp máy 170 MW, hoàn thành tháng 6/2012, xây dựng ở thượng nguồn dòng Sê Asap (hay sông A Sáp) huyện A Lưới, thành phố Huế, Việt Nam [2][5].
- Thủy điện Xekaman 1 có tổng công suất lắp máy 322 MW, năm 2016 đang thi công, xây dựng trên dòng Sê Kaman, tại muang (huyện) Sanxai, tỉnh Attapeu, CHDCND Lào [6][7]. Đến tháng 8/2016 đã khởi động không tải thành công tổ máy 1 của Xekaman 1 [8]
- Thủy điện Xekaman 3 công suất lắp máy 250 MW, hoàn thành năm 2013, xây dựng trên dòng Nam Pagnou, nhánh chính của Sê Kaman, tại muang (huyện) Dak Cheung tỉnh Sekong, CHDCND Lào [9].
- Thủy điện Xe Namnoy 1 công suất lắp máy 14.8 MW, xây dựng trên dòng Xe Namnoy tại bản Pengphukham muang Samakhixay tỉnh Attapeu
- Thủy điện Xe-Pian Xe-Namnoy
- Thủy điện Sekong 3
- Thủy điện Houay Ho công suất lắp máy 150 MW, hoàn thành năm 1998, xây dựng trên dòng Houay Ho, tại muang Samakhixay tỉnh Attapeu [10].